# Viola obtusoacuminata
Viola obtusoacuminata är en violväxtart som beskrevs av Tamotsu Hashimoto och Tatemi Shimizu. Viola obtusoacuminata ingår i släktet violer, och familjen violväxter. Inga underarter finns listade i Catalogue of Life.